# Stefano Maramonte
Stefano Maramonte (anche de Maramonte, Maremonte, Maramonti, Mauromonte o Moramonte), in serbo Stefan Balšić (Puglia, prima del 1419 – dopo il 1444) è stato un mercenario italiano: capitano al servizio di Balša III, successivamente a quello della Repubblica di Venezia, a quello del Sacro Romano Impero e a quello del duca di Milano.
Stefano era il cugino di primo grado di Maria Thopia, moglie di Balša III ed è presente nei documenti del Principato di Zeta (nome primitivo del Montenegro) dal 1419 al 1443. In quel periodo le fonti menzionano Stefano come "Stephanus de Maramonte Zarnagorae, e "Mauromonte, cugino di Balsa". Da una lettera ragusea del 23 marzo 1419 indirizzata a "Balsam et Stephan dominos Zente", si evince che Balša III non era da solo al potere, ma lo esercitava insieme a "Stefano de Balsis". La stessa cosa si può notare da una lettera di Giacomo II di Borbone-La Marche, re consorte di Giovanna II di Napoli e mediatore della pace del 7 aprile 1420 tra i Veneziani e Balša III, dove vengono menzionati "Balsam Balse ac Stefanum Balse", cioè Balša III e Stefano Maramonte. Sempre nello stesso anno, un ambasciatore raguseo a Zeta, riferì che era stato ricevuto da "Balscia e da Stefano Maramonte che allora era cum lui".
In passato sono state fatte molte ipotesi su chi fosse Stefano Maramonte; secondo Paolo Angelo Flavio Comneno (-1453) era un "gentiluomo" della Dalmazia al quale Balša III avrebbe donato il Montenegro. Giacomo Luccari (1551-1615), cronista di Ragusa, lo definisce "Stefano Zarnogoraz, d'altri detto Mauromonte, cugino di Balsa" dal quale "la casa di Zarnoeuicchi [Černetič, Crnojevic, italianizzato Cernovichio] hebbe origine". Così, nel 1866, lo storico francese François Lenormant (1837-1883) sostenne che "Étienne [Stefano in francese] de Maramont" proveniva da un casato francese stabilitosi in Puglia e affermò che sarebbe stato chiamato a Zeta dai tre figli di Balša I dove avrebbe avuto la signoria di Tsernogore (Montenegro) e dove, stabilendosi tra le popolazioni slave, avrebbe preso il cognome "Tsernoïevitj o Figlio del Nero", è sarebbe diventato Stefan Crnojević e Signore di Zeta dal 1451–1465.

## Biografia

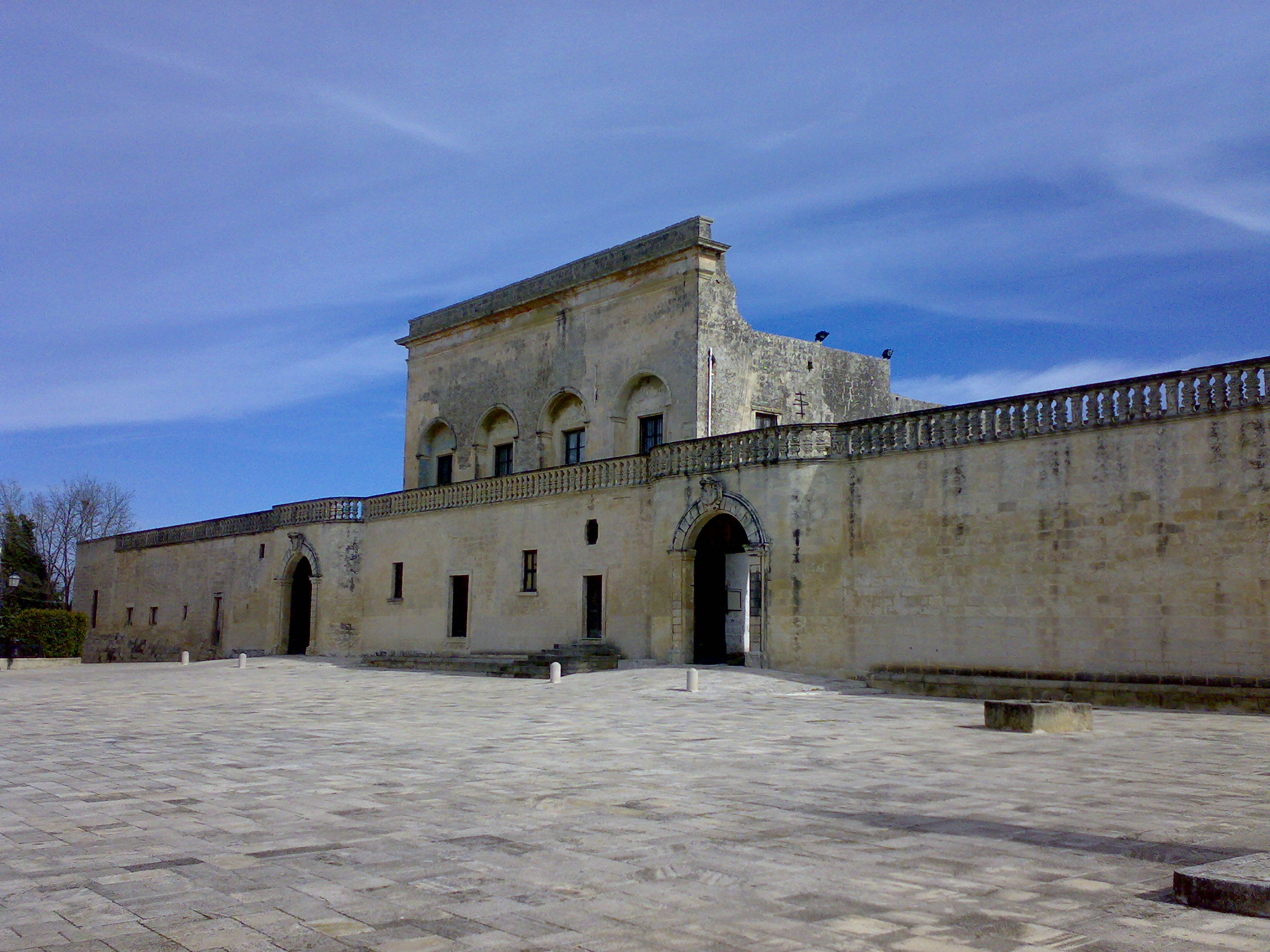
Palazzo Marchesale Maramonte di Botrugno del XIV sec

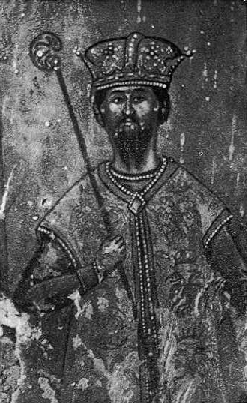
Affresco di Carlo Thopia nel monastero di Ardenica, Albania meridionale

Stefano Maramonte nacque da Filippo, barone di Botrugno e da Maria, figlia di Carlo Thopia.
I Maramonte di Lecce, probabilmente originari di Maramont in Artois nell'odierna Francia, fin dai tempi di Federico II di Svevia avevano numerosi feudi in Terra d'Otranto.
Intorno al 1384, Filippo Maramonte, esercitando "qualche commercio" nei Balcani, fu "protovestiario di Đurađ II Stracimirović Balšić", Signore di Zeta (territorio in parte sovrapponibile a quello dell'attuale Montenegro) dal 1385 al 1403, data della morte di Đurađ II Stracimirović Balšić.
Nel 1400 Filippo Maramonte era "Cauvaliere Napoletano, consigliere, gran guerriero e maresciallo" di re Ladislao I di Napoli.
Filippo sposò Maria, figlia di Carlo Thopia, dalla quale ebbe tre figli ma si conoscono solo le generalità del secondo figlio Stefano.
Dopo la morte di Đurađ II Stracimirović Balšić nel'aprile 1403 salì al trono del Principato di Zeta suo figlio Balša III.

### Stefano Maramonte al servizio di Balša III

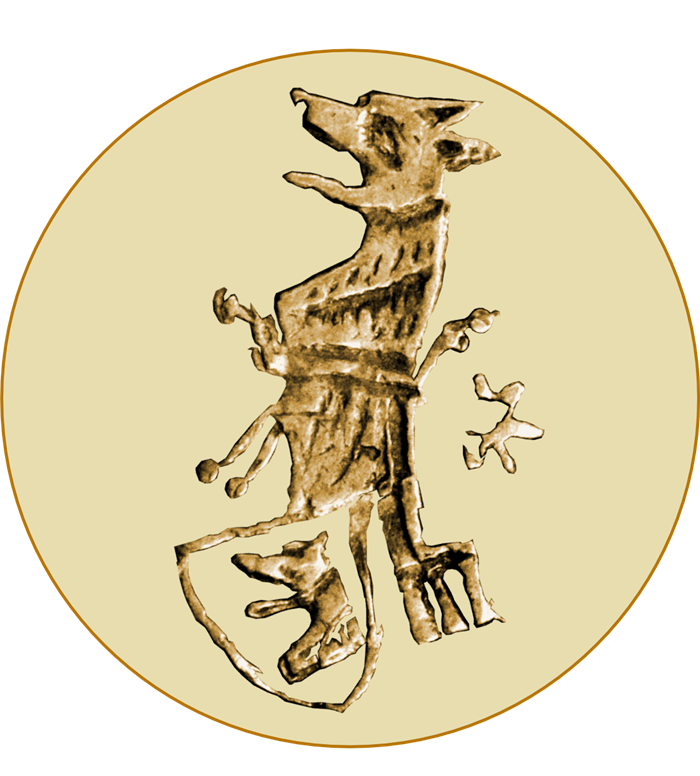
Lo stemma di Balša III

I possedimenti di Venezia e di Balša III

Balša III che vedeva nei Veneziani il suo principale nemico, cercò di recuperare il territorio che, nel 1396, suo padre Đurađ II aveva ceduto ai Veneziani.
Nel 1405, approfittando di una piccola rivolta della popolazione locale nella regione di Scutari e con l'aiuto degli ottomani, Balša III fu in grado di riconquistare tutta la regione di Scutari (compreso Drivasto) tranne la fortezza di Scutari stessa. Ebbe inizio la prima guerra di Scutari, una guerra di otto anni contro Venezia che terminò il 30 gennaio 1413.
Nel marzo 1419 Balša III, con un'alleanza formata da Rugina (serbo Ruđina) Balšić di Valona, i fratelli Jurash, Koja Zaharia, Tanush Dukagjini, Stefano Maramonte (cugino di Maria Thopia, moglie di Balša III) e Giovanni I Castriota, tentò nuovamente di riconquistare Scutari e i territori circostanti. Ebbe inizio la seconda guerra di Scutari (1419-1421) contro la Repubblica di Venezia.
Stefano Maramonte che "venne con esercito sotto Scutari" combatté per Balša III nella Zadrima, una pianura nel nord dell'odierna'Albania, compresa fra le odierne prefetture di Alessio e Scutari, lungo il ramo del fiume Drin che sfocia nel mare Adriatico. Lo storico Mavro Orbini informa che Stefano Maramonte "non fece altro, se non che spogliò alcuni mercanti Rausei, che venivano da Rassia [...]", territorio che, oggi, in parte, si trova nel Distretto di Raška.
Comunque, la Serenissima, stanca di Balša III che aveva iniziato un'altra guerra contro di lei, decise di "eliminare il suo ostinato e apparentemente implacabile nemico" convincendo "il famigerato avventuriero italiano" Stefano Maramonte, di assassinare Balša III per 5.000 ducati d'oro; in cambio avrebbe ottenuto l'intera eredità di Balša III, cioè Scutari, Antivari, Cattaro, Scibenico, Traguri e la Misia.

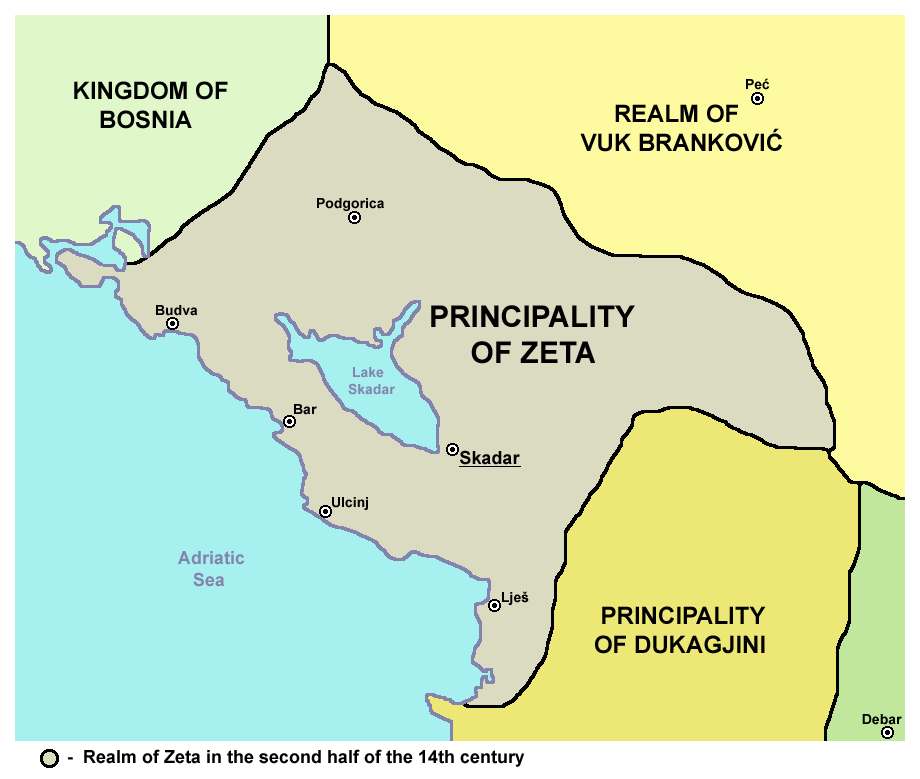
Il Principato di Zeta alla fine del XIV secolo

La speranza di Venezia che Stefano che avrebbe assassinato il Signore di Zeta non si avverrò. Dopo alcuni tentativi di omicidio falliti, Venezia nel 1420, incaricò Jacopo Dandolo, provveditore veneziano di Scutari, di venire a patti con Balša III.
All'inizio di aprile del 1420 iniziarono i negoziati per il cessate il fuoco tra Pietro Loredan, Capitano generale da Mar e gli ambasciatori di "Balse et Stephani de Balsis". La Serenissima fece sapere che si sarebbe accontentata di concludere la pace con Balša III e Stefano Maramonte, di trattarli come figli ed amici a condizione che restituiscano la terra di Drivasto con tutte le loro pertinenze e tutto ciò che detenevano e possiedevan nella giurisdizione di Scutari, "sia di sotto che di sopra". Inoltre, Venezia dichiarò che, se Balša III sarebbe morto ed avrebbe nominato suo erede "Stefano de Balsis", gli accordi si sarebbero ritenuti validi anche con Stefano Maramonte, nuovo reggente del territorio di Balša III.

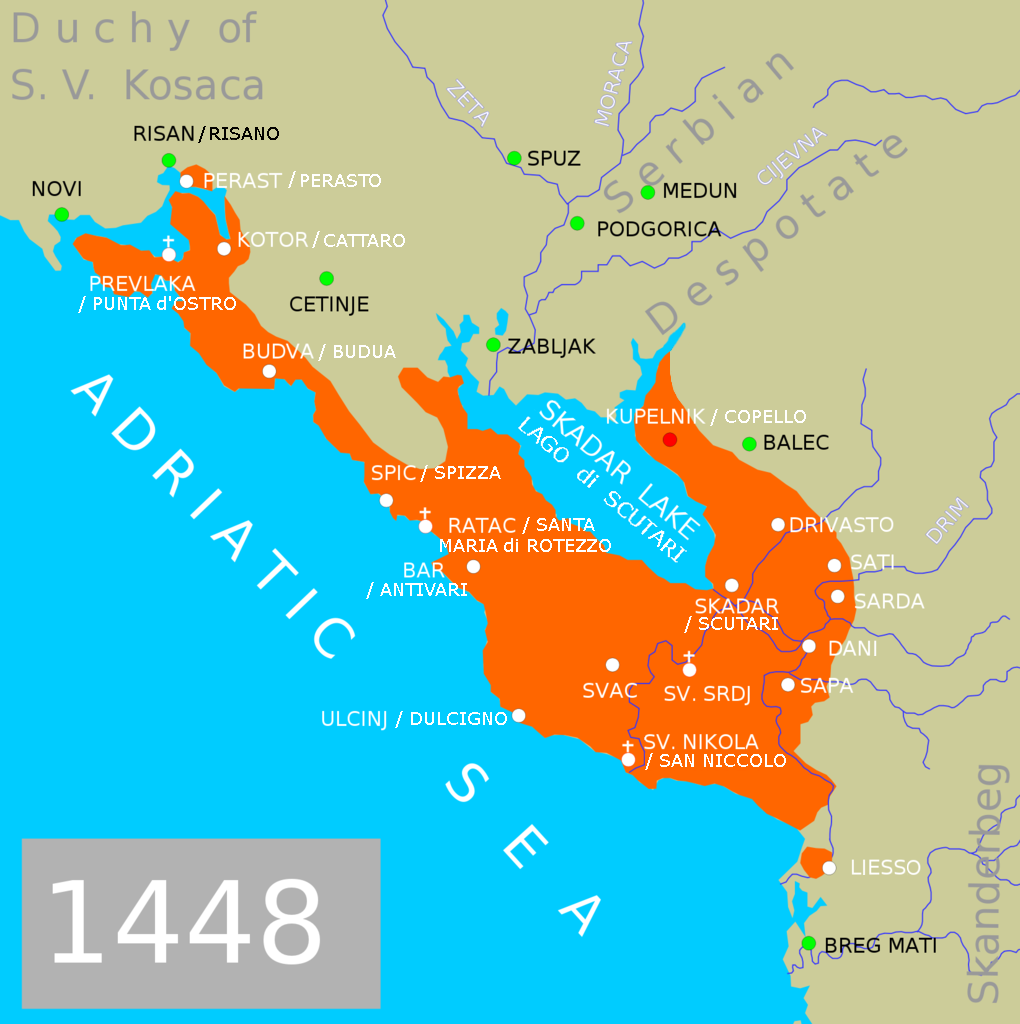
L'Albania veneziana nella sua massima estensione nel 1448

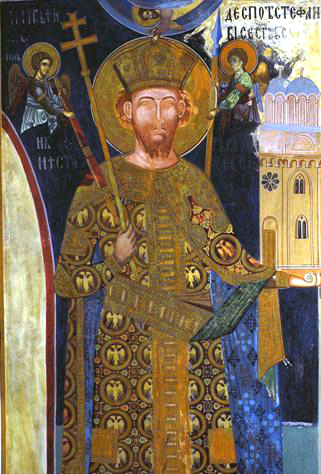
Stefan Lazarević, monastero di Manasija 1407–1418

Nel Gennaio del 1421 Balša III attaccò Cattaro, città che spesso aveva scontri con i Balšići, che, dopo numerose richieste di protezione alla Serenissima, quest’ultima, l'aveva accolta nel 1420 nei suoi domini dell'Albania Veneta. Dopo la sconfitta sotto le mura di Cattaro, si mormorava che Balša III fosse "rimasto ferito mortalmente"; in ogni caso Balša III lasciò il governo del suo regno a Stefano Maramonte e si trasferì alla corte di suo zio Stefan Lazarević, despota della Serbia, e non avendo eredi diretti, lasciò in eredità a quest'ultimo tutte le sue proprietà, escludendo così Stefano Maramonte dalla successione.
Il 28 aprile 1421, mentre era alla corte di Stefan Lazarević, Balša III morì. Con la sua morte si estinse il casato dei Balšići e i ragusei ritennero che il nuovo "Conte Balsa" fosse Stefano Maramonte, per aver tradotto erroneamente il titolo di Knez a lui attribuito.
Nel frattempo, i Veneziani, che avevano previsto la morte di Balša III, volevano che Stefano Maramonte, nei capitolari della pace, fosse riconosciuto come successore di Balša III nel principato di Zeta, con l'obiettivo di averlo come garante e responsabile dell'adempimento del trattato che stava prendendo forma.
La seconda guerra di Scutari si concluse a favore di Venezia e, al momento della morte di Balša III, del Principato di Zeta non restava che un lembo di terra costiera "tra regio inter promontorium Rodoni, Croya et Alessium". Questa striscia di terra fu chiamata Misia e pare che passò a Stefano Maramonte con la pace di Sveti Srdj dell'agosto del 1423 perché, in seguito, i suoi figli ed eredi Ivan Strez e Gojko Balšić, Signori di Misia, l'avrebbero persa in favore dei Castriota.
Subito dopo la morte dell'ultimo Balšići (28 aprile 1421), oltre a Stefano Maramonte, anche Stefan Lazarević (lo zio di Balša III), despota di Serbia e Sandalj Hranic Kosača (secondo marito della madre di Balša III), rivendicarono i diritti sullo stato di Balša III. In quel momento Venezia era già padrona non solo di Scutari, Alessio, Durazzo e Valona, ma anche di Dulcigno, come anche di tutta la costa da Antivari alle bocche di Cattaro. Questi domini erano governati da procuratori veneziani, mentre nel resto dell'Albania governavano numerose dinastie, o in modo completamente indipendente, o sotto la protezione ora del sultano da una parte, ora di Venezia dall'altra. Tra questi dinasti vi è "Giorgio Stresio e Goiko Balscia", i figli di Stefano Maramonte che governavano la Misia tra Kruja e Alessio.
Mentre Stefan Lazarević e Sandalj Hranic Kosača continuavano la guerra contro Venezia, Stefano Maramonte "intesa la sua morte si trasferì in Puglia" e nel 1423 venne richiamato dai zetani che "procurarono condurre di puglia Stefano Zarnogoraz, d'altri detto Maramonte, cugino di Balsa, che era bandito [dai veneziani]. [...] Il quale hauuto l'inuito de' Zentani, venne a Rausa [Ragusa] con vn vascello di vettura; doue [...] andaua tirando à se molti Zentani, che pretendeuano di farlo padrone del paese loro." Una volta a Zeta Stefano con il suo esercito "si mise poi à molestar Zenta" e si impadronì di "Dolcigno, Smokouiza, & di Zarnagora, poste nell'estrema parte di Slavonia, poco lungi da Capopali." Ma rendendosi conto del numero consistente dei serbi, "si straccò tosto dal combattere, & si ritirò in Zarnagora; e tiro vna cortina di muraglia grossa in Xabiak sul fiume Moraceva." Verso la fine del 1423, Stefano fortificò Smakuiza e "dalla parte del mare" fece costruire due castelli. Inoltre concesse ai ragusei di poter trafficare con Zeta. In cambio venne ammesso alla nobiltà di Ragusa.

### Stefano Maramonte, capitano di ventura
Tra il 1423 e il 1426, durante la guerra in Lombardia e nelle Fiandre, Stefano Maramonte era impegnato come capitano di fanteria al servizio di Venezia contro i francesi.

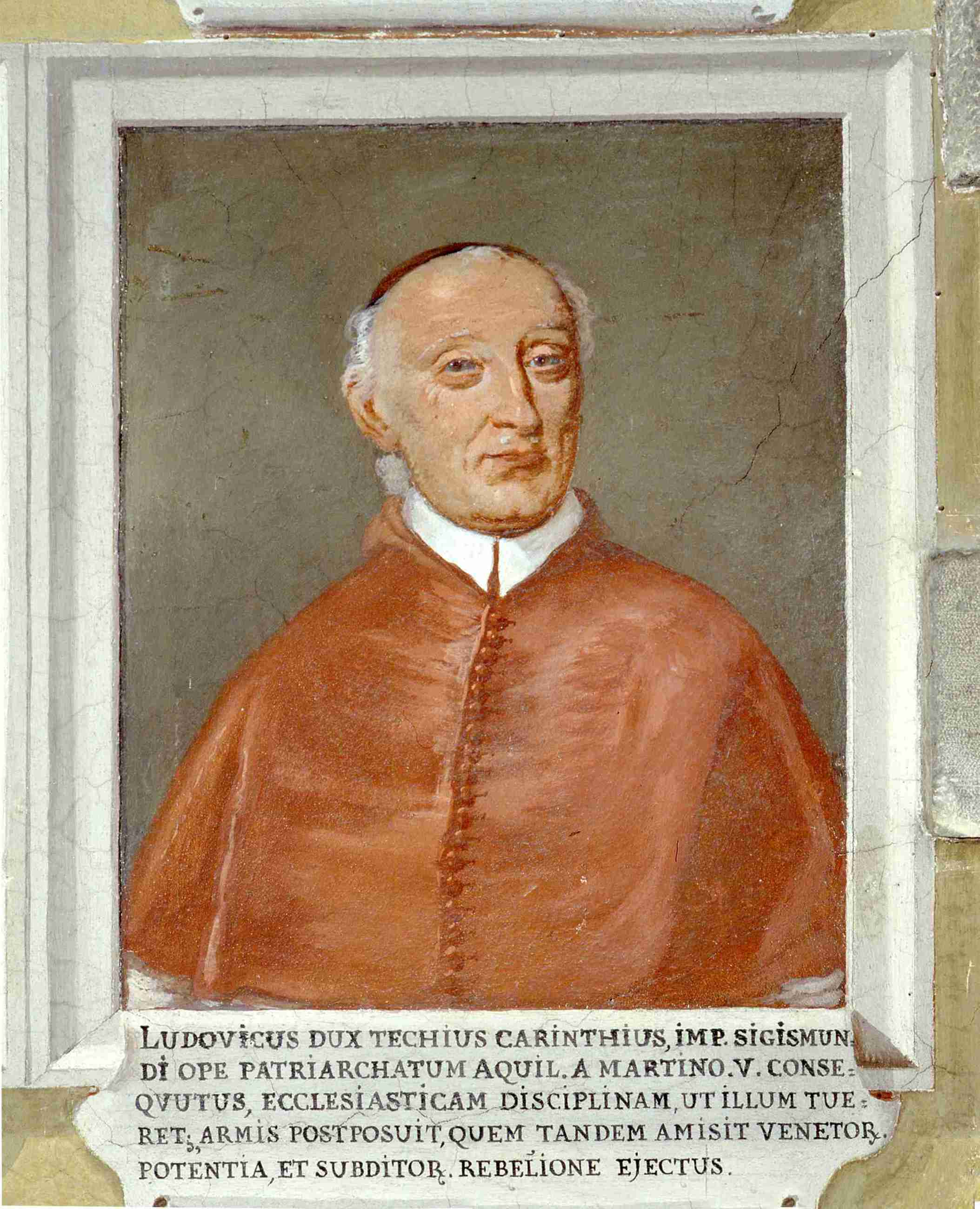
Ritratto del patriarca nella Sala del Trono nel Palazzo Patriarcale di Udine

Nel 1429 Stefano Maramonte era nuovamente in Albania dove, verso la fine dell'anno, sostenuto dagli ottomani, dal Signore di Zeta, Gojčin Crnojević e da Tanush Dukagjini, saccheggiò la regione intorno a Scutari e Dulcigno, tentando di conquistare Drivasto che Đurađ Branković, nel 1423, aveva conquistato e annesso al Despotato di Serbia.
Stefano Maramonte doveva aver causato grossi problemi ai veneziani, visto che bandirono il "ribellis nostri dominii", mettendogli una taglia sulla testa di 500 ducati, bando che venne tolto nel dicembre 1430 con la pace tra Venezia e Murad II, che terminò la prima guerra ottomano-veneziana per impiegare Stefano come capo mercenario in Lombardia.

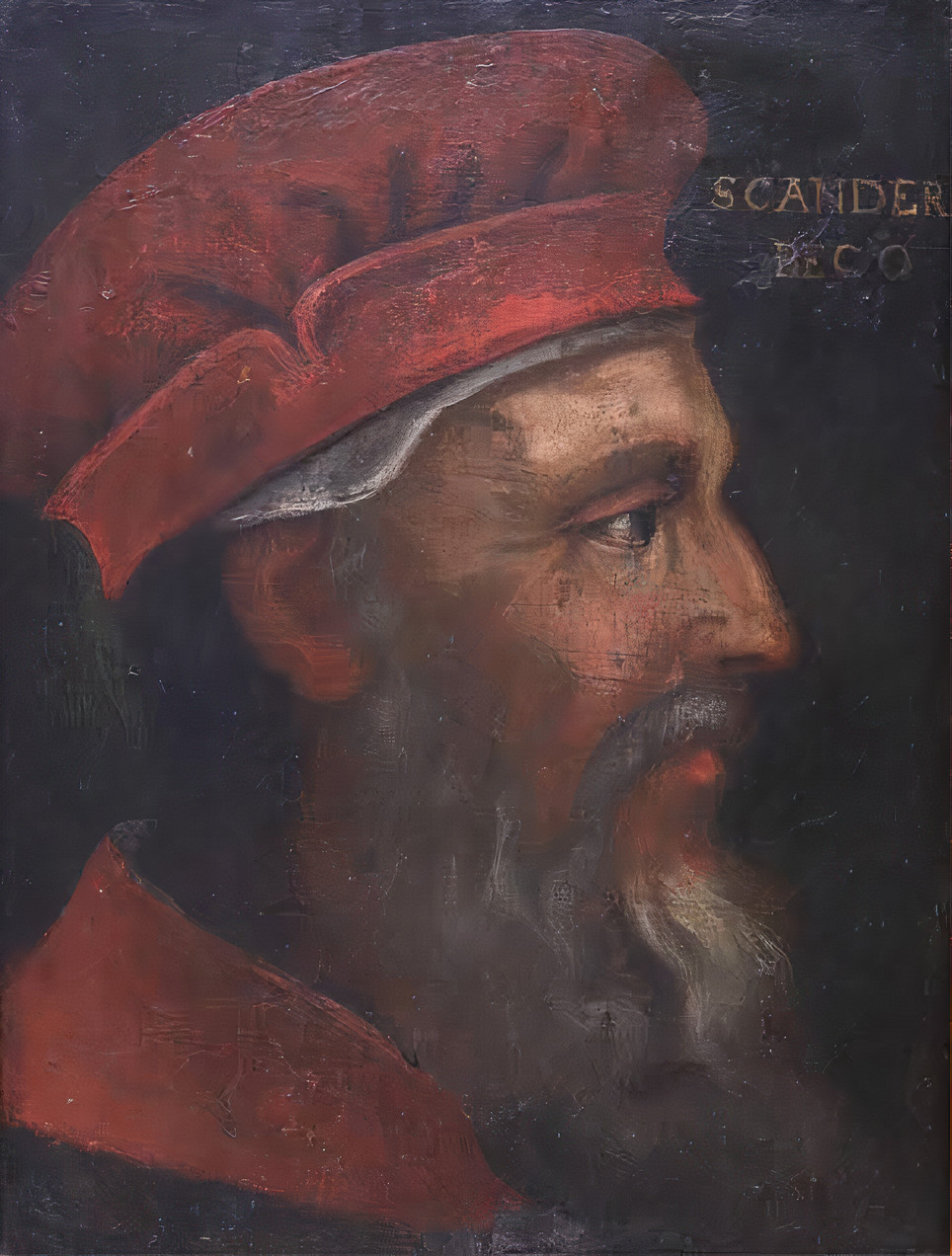
Gentile Bellini: Ritratto di Skanderbeg, 1467

Il 3 agosto 1430, Stefano Maramonte combatté con altri capitani napoletani nelle truppe imperiali di Sigismondo sotto il comando del colonnello Fabrizio Maramaldo (battaglia di Gavinana).
Nel novembre 1431, Stefano Maramonte e Taddeo d'Este erano impegnati per conto della Serenissima in Friuli nell'assedio dell'abbazia fortificata di Rosazzo, mettendo in fuga le truppe patriarcali di Ludovico di Teck.
Il 6 agosto 1433 tre cavalieri capitani della Repubblica di Venezia disertarono e andarono al servizio di Filippo Maria Visconti, duca di Milano. Tra loro c'era anche Stefano Maramonte con 250 cavalli (in altra fonte con 350 cavalli).
Nello stesso anno Stefano Maramonte, in accordo con suo cognato "Giorgio d'Albania", era impegnato in trattative con Simonino Ghilini per organizzare una serie di azioni offensive verso Venezia.
Nel luglio 1444 la Repubblica di Venezia concesse a Stefano e ai suoi figli Ivan Strez e Gojko Balšić la sua protezione. Dopo questa data Stefano Maramonte non è più citato dalle fonti storiche.

### Relazioni familiari
Stefano Maramonte era sposato con Vlaica (alb. Vlajka) Castriota, con la quale ebbe due figli: Coico (alb. Gojko) Balšić e Ivan (alb. Gjon) Strez Balšić.
Carlo Thopia († 1378) ⚭ Voisava Balšić
1. Giorgio ⚭ Teodora (anche Vojsava)[66]
2. Elena ⚭ 1° Marco Barbarigo, figlio di Marino;[67] 2° Costantino Branai Castriota (†  decapitato a Durazzo 1402), Protovestiario, Signore di Signa nel 1391 e di Kruja dal 1395 al 1401.[68]
3. Vojsava ⚭ Isaac Cursachio (decapitato [20 settembre 1393/21 maggio 1394]);[66] 2. Progan II (anche Progon, Progamo) Dukagjini († dopo il 27 maggio 1402[69]), principe di Lezha (? fino a dopo il 27 maggio 1402), castellano di Sati dal 1397.[70]
4. Maria Thopia  (-dopo 1400) ⚭ Filippo Maramonte[66], figlio di Maramonte Maramonti e Isabella Antoglietta.[71]
  1. Stefano Maramonte (conosciuto anche come Balšić) ⚭ Vlaica (alb. Vlajka) Castriota, figlia di Giovanni I Castriota e sorella di Giorgio I Castriota, detto Scanderbeg[4]
    1. Gojko Balšić[43] ⚭ Comita Arianiti[72]
      1. maschio, † in Ungheria[73]
      2. maschio, † in Ungheria[73]
      3. Maria Balšić ⚭ Giacomo Alfonso Ferrillo, 1483 Conte di Muro Lucano[72][73]
        1. Beatrice ⚭ Ferrante Orsini († 6 dicembre 1549, Napoli), 5º Conte di Gravina in Puglia; alla morte del padre ereditò il contado di Muro con Acerenza ecc.[74]
        2. Isabella († Conza, 1571) ⚭ Luigi IV Gesualdo, Conte di Conza, Principe di Venosa[75]

    2. Ivan (alb. Gjon) Strez Balšić; († dopo il 24 marzo 1469[76])[43][72]
5. Niketa (Nikola) Thopia (madre incerta) ⚭ ?, una figlia di Comneno Arianiti[66]
  1. Maria ⚭ Balša III[66]
6. Tanush[66]
7. Lazzaro[66]